# Campeonato Mundial de Escalada
El Campeonato Mundial de Escalada es la máxima competición del deporte de escalada a nivel mundial. Es organizado desde 1991 por la Federación Internacional de Escalada Deportiva (IFSC), cada año par desde 2012 y anteriormente en los años impares.

## Pruebas
- Dificultad o lead (desde 1991).
- Velocidad (desde 1991).
- Bloques o bouldering (desde 2001)
- Combinada (entre 2012 y 2021 como la combinación de las tres pruebas anteriores, y desde 2023 como la combinación de dificultad y bloques).

## Ediciones
| Núm.  | Año  | Sede         | País              |
| ----- | ---- | ------------ | ----------------- |
| I     | 1991 | Fráncfort    | Alemania          |
| II    | 1993 | Innsbruck    | Austria           |
| III   | 1995 | Ginebra      | Suiza             |
| IV    | 1997 | París        | Francia           |
| V     | 1999 | Birmingham   | Reino Unido       |
| VI    | 2001 | Winterthur   | Suiza             |
| VII   | 2003 | Chamonix     | Francia           |
| VIII  | 2005 | Múnich       | Alemania          |
| IX    | 2007 | Avilés       | España            |
| X     | 2009 | Xining       | China             |
| XI    | 2011 | Arco         | Italia            |
| XII   | 2012 | París        | Francia           |
| XIII  | 2014 | Gijón Múnich | España · Alemania |
| XIV   | 2016 | París        | Francia           |
| XV    | 2018 | Innsbruck    | Austria           |
| XVI   | 2019 | Hachioji     | Japón             |
| XVII  | 2021 | Moscú        | Rusia             |
| XVIII | 2023 | Berna        | Suiza             |
| XIX   | 2025 | Seúl         | Corea del Sur     |

1. ↑  En Gijón las pruebas de dificultad y velocidad y en Múnich las de bloques.

## Medallero histórico
- Actualizado a Berna 2023.

| Núm. | País            | Oro | Plata | Bronce | Total |
| ---- | --------------- | --- | ----- | ------ | ----- |
| 1    | Rusia           | 16  | 13    | 23     | 52    |
| 2    | Austria         | 15  | 8     | 7      | 30    |
| 3    | Francia         | 13  | 16    | 16     | 45    |
| 4    | Ucrania         | 11  | 7     | 5      | 23    |
| 5    | Eslovenia       | 9   | 7     | 5      | 21    |
| 6    | República Checa | 6   | 10    | 4      | 20    |
| 7    | Japón           | 6   | 9     | 9      | 24    |
| 8    | China           | 5   | 3     | 1      | 9     |
| 9    | Italia          | 5   | 1     | 2      | 8     |
| 10   | España          | 4   | 5     | 0      | 9     |
| 11   | Polonia         | 4   | 4     | 8      | 16    |
| 12   | Estados Unidos  | 3   | 9     | 4      | 16    |
| 13   | Corea del Sur   | 3   | 4     | 3      | 10    |
| 14   | Suiza           | 3   | 1     | 5      | 9     |
| 15   | Canadá          | 3   | 1     | 0      | 4     |
| 16   | Bélgica         | 2   | 6     | 0      | 8     |
| 17   | Alemania        | 2   | 5     | 9      | 16    |
| 18   | Irán            | 1   | 1     | 2      | 4     |
| 19   | Indonesia       | 1   | 0     | 1      | 2     |
| 20   | Kazajistán      | 0   | 1     | 3      | 4     |
| 21   | Venezuela       | 0   | 1     | 0      | 1     |
| 22   | Reino Unido     | 0   | 0     | 4      | 4     |
| 23   | Serbia          | 0   | 0     | 2      | 2     |
| 24   | Países Bajos    | 0   | 0     | 1      | 1     |
|      | TOTAL           | 112 | 112   | 114    | 338   |